# Gerhard Gleich
Gerhard Gleich (Prága, 1941. október 23. –) osztrák művész, a Bécsi Képzőművészeti Akadémia professzora.
Gerhard Feest néven nőtt fel, később vette fel második felesége, Joanna Gleich lengyel-osztrák festő nevét. Albert Paris Gütersloh tanítványa volt, majd 1972-től 1997-ig Wolfgang Hollegha bécsi festő és művészprofesszor segédje. Jelenleg az Akadémia konceptuális művészettel foglalkozó intézetében dolgozik Marina Grzinic professzorral. Gerhard Gleich rég nem foglalkozik a kommersz művészettel és piacával, legtöbb festményét, féldomborművét, műanyagból és fából készült műalkotását csak pár barátja és néhány gyűjtő ismeri. Testvérei Christian Feest és Johannes Feest.